# Кампан, Жанна-Луиза
Жанна Луиза Анриэтта Кампа́н (фр. Jeanne Louise Henriette Campan), урождённая Анриэтта Жене́ (Henriette Genest / Genêt; 1752—1822) — французская писательница и педагог, первая камеристка королевы Марии-Антуанетты.
После падения Робеспьера основала воспитательное заведение для девиц в Сен-Жермен-ан-Ле. Наполеон назначил её начальницей основанного им института для дочерей офицеров Почётного легиона в Экуане (Maison d'éducation de la Légion d'honneur).

## Публикации
- «Мемуары о частной жизни королевы Марии-Антуанетты» («Mémoires sur la vie privée de la reine Marie-Antoinette»; Париж, 1823);
- «Lettres de deux jeunes amies» (П., 1811).
- Её «Journal anecdotique» (П., 1824) и «Correspondance inédite avec la reine Hortense» (П., 1835) богаты интересными чертами из жизни Наполеона, императора Александра I и других знаменитых людей того времени.
- Из её книг по воспитанию наиболее ценились «Советы юным девушкам» («Conseils aux jeunes filles», П., 1825).